# Tesserla
Tesserla est une localité et une commune rurale du Mali de l'arrondissement de Sanando, dans le cercle de Barouéli et la région de Ségou.

## Villages
La commune s'étend sur 9 localités relevées lors du recensement général de 2009. 
Les villages les plus peuplés sont :
- Zambougou (1 553 habitants) ;
- Tesserla (1 089 habitants) ;
- Dougasso (863 habitants).